# Marvin Fritz
Marvin Fritz (Mosbach, Alemania, 20 de abril de 1993) es un piloto de motociclismo alemán que participa en el Campeonato Mundial de Motociclismo de Resistencia a bordo de una Yamaha YZF-R1 del equipo Yamalube Yamaha EWC Official Team by YART.
Ganó la Copa ADAC Junior 2005, en 2014 ganó el Campeonato IDM Supersport a bordo de una Yamaha YZF-R6 y en 2016 ganó el Campeonato IDM Superbike a bordo de una Yamaha YZF-R1.

## Resultados

### Campeonato del mundo de motociclismo

#### Por temporada
| Temp. | Cat.  | Moto  | Equipo                     | Carreras | Victorias | Podios | Poles | V.Ráp. | Pts. | Pos. |
| ----- | ----- | ----- | -------------------------- | -------- | --------- | ------ | ----- | ------ | ---- | ---- |
| 2008  | 125cc | Seel  | Kiefer Bos Sotin Jnr. Team | 1        | 0         | 0      | 0     | 0      | 0    | NC   |
| 2009  | 125cc | Honda | LHF-Project Racing         | 1        | 0         | 0      | 0     | 0      | 2    | 31st |
| 2010  | 125cc | Honda | LHF Project Racing         | 1        | 0         | 0      | 0     | 0      | 0    | NC   |
| 2011  | 125cc | Honda | LHF Project Racing         | 1        | 0         | 0      | 0     | 0      | 0    | NC   |
| Total |       |       |                            | 4        | 0         | 0      | 0     | 0      | 2    |      |

#### Carreras por año
(Carreras en negrita indica pole position, carreras en cursiva indica vuelta rápida)
| Año  | Clase | Moto  | 1   | 2   | 3   | 4   | 5   | 6   | 7      | 8       | 9       | 10     | 11  | 12  | 13  | 14  | 15  | 16  | 17  | Pos. | Pts. |
| ---- | ----- | ----- | --- | --- | --- | --- | --- | --- | ------ | ------- | ------- | ------ | --- | --- | --- | --- | --- | --- | --- | ---- | ---- |
| 2008 | 125cc | Seel  | QAT | SPA | POR | CHN | FRA | ITA | CAT    | GBR     | NED     | GER 19 | CZE | RSM | IND | JPN | AUS | MAL | VAL | NC   | 0    |
| 2009 | 125cc | Honda | QAT | JPN | SPA | FRA | ITA | CAT | NED 14 | GER     | GBR     | CZE    | IND | RSM | POR | AUS | MAL | VAL |     | 31.º | 2    |
| 2010 | 125cc | Honda | QAT | SPA | FRA | ITA | GBR | NED | CAT    | GER Ret | CZE     | IND    | RSM | ARA | JPN | MAL | AUS | POR | VAL | NC   | 0    |
| 2011 | 125cc | Honda | QAT | SPA | POR | FRA | CAT | GBR | NED    | ITA     | GER Ret | CZE    | IND | RSM | ARA | JPN | AUS | MAL | VAL | NC   | 0    |

### IDM Superbike Championship

#### Carreras Por Año
(Carreras en negrita indica pole position, carreras en cursiva indica vuelta rápida)
| Año  | Marca  | Equipo                       | 1     | 1     | 2     | 2     | 3     | 3     | 4     | 4     | 5     | 5     | 6     | 6     | 7     | 7       | 8     | 8     | Pos. | Pts. |
| Año  | Marca  | Equipo                       | R1    | R2    | R1    | R2    | R1    | R2    | R1    | R2    | R1    | R2    | R1    | R2    | R1    | R2      | R1    | R2    | Pos. | Pts. |
| ---- | ------ | ---------------------------- | ----- | ----- | ----- | ----- | ----- | ----- | ----- | ----- | ----- | ----- | ----- | ----- | ----- | ------- | ----- | ----- | ---- | ---- |
| 2016 | Yamaha | Bayer-Bikerbox Langenscheidt | E-L 4 | E-L 3 | NÜR 1 | NÜR 2 | E-L 3 | E-L C | ZOL 1 | ZOL 1 | S-D 1 | S-D 1 | ASS 1 | ASS 1 | E-L 3 | E-L DNS | HOC 3 | HOC 1 | 1.º  | 297  |

- * Temporada en curso.

### Campeonato Europeo de Superstock 1000

#### Por temporada
| Temp. | Moto          | Equipo                  | Carreras | Victorias | Podios | Poles | V.Ráp. | Pts. | Pos.  |
| ----- | ------------- | ----------------------- | -------- | --------- | ------ | ----- | ------ | ---- | ----- |
| 2017  | Yamaha YZR R1 | Bayer-Bikerbox Yamaichi | 4        | 0         | 0      | 0     | 0      | 17*  | 14.º* |
| Total |               |                         | 4        | 0         | 0      | 0     | 0      | 17   |       |

- Temporada en curso.

#### Carreras por año
(Carreras en negrita indica pole position, carreras en cursiva indica vuelta rápida)
| Año  | Moto   | 1      | 2      | 3   | 4   | 5      | 6      | 7   | 8   | 9   | Pos.  | Pts. |
| ---- | ------ | ------ | ------ | --- | --- | ------ | ------ | --- | --- | --- | ----- | ---- |
| 2017 | Yamaha | ARA 10 | ASS 34 | IMO | DON | MIS 11 | LAU 10 | ALG | MAG | JER | 14.º* | 17*  |

- Temporada en curso.

### Campeonato Mundial de Motociclismo de Resistencia

#### Por temporada
| Temp.   | Moto          | Equipo                                    | Carreras | Victorias | Podios | Poles | V.Rap. | Pts.  | Pos. |
| ------- | ------------- | ----------------------------------------- | -------- | --------- | ------ | ----- | ------ | ----- | ---- |
| 2016    | Yamaha YZF-R1 | YART Yamaha Official EWC Team             | 2        | 0         | 0      | 1     | 1      | 29    | 50.º |
| 2016-17 | Yamaha YZF-R1 | YART Yamaha Official EWC Team             | 4        | 0         | 2      | 1     | 0      | 121.5 | 9.º  |
| 2017-18 | Yamaha YZF-R1 | YART Yamaha Official EWC Team             | 5        | 1         | 1      | 0     | 1      | 30    | 16.º |
| 2018-19 | Yamaha YZF-R1 | YART - Yamaha                             | 5        | 1         | 2      | 1     | 1      | 110.5 | 4.º  |
| 2019-20 | Yamaha YZF-R1 | Yamalube Yamaha EWC Official Team by YART | 3        | 1         | 1      | 3     | 0      | 149.5 | 2.º  |
| Total   |               |                                           | 19       | 3         | 6      | 6     | 3      | 440.5 |      |

#### Carreras Por Año
(Carreras en negrita indica pole position, carreras en cursiva indica vuelta rápida)
| Temp.   | Moto   | 1                    | 2                    | 3                | 4                    | 5                    | Pos. | Pts.  |
| ------- | ------ | -------------------- | -------------------- | ---------------- | -------------------- | -------------------- | ---- | ----- |
| 2016    | Yamaha | LMS                  | POR Gral:4 Cls:4     | SUZ              | OSC Gral:Ret Cls:Ret |                      | 50.º | 29    |
| 2016-17 | Yamaha | BDO                  | LMS Gral:2 Cls:2     | OSC Gral:2 Cls:2 | SLR Gral:4 Cls:4     | SUZ Gral:5 Cls:5     | 9.º  | 121.5 |
| 2017-18 | Yamaha | BDO Gral:Ret Cls:Ret | LMS Gral:Ret Cls:Ret | SLR Gral:1 Cls:1 | OSC Gral:Ret Cls:Ret | SUZ Gral:Ret Cls:Ret | 16.º | 30    |
| 2018-19 | Yamaha | BDO Gral:2 Cls:2     | LMS Gral:Ret Cls:Ret | SLR Gral:1 Cls:1 | OSC Gral:Ret Cls:Ret | SUZ Gral:6 Cls:6     | 4.º  | 110.5 |
| 2019-20 | Yamaha | BDO Gral:Ret Cls:Ret | SEP Gral: Cls:       | LMS Gral:4 Cls:4 | EST Gral:1 Cls:1     |                      | 2.º  | 149.5 |